# Graffiti (singel Gackta)
Graffiti – czterdziesty singel japońskiego artysty Gackta, wydany 30 listopada 2011 roku. Utwór tytułowy został wykorzystany jako opening anime Sket Dance. Limitowana edycja CD+DVD zawierała dodatkowo teledysk do utworu tytułowego. Singel osiągnął 10 pozycję w rankingu Oricon i pozostał na listach przebojów przez 7 tygodni. Sprzedano 21 681 egzemplarzy.

## Lista utworów
| Nr | Tytuł                                                                              | Słowa             | Kompozycja | Aranżacja | Czas |
| -- | ---------------------------------------------------------------------------------- | ----------------- | ---------- | --------- | ---- |
| 1. | "Graffiti"                                                                         | Shoko Fujibayashi | Ryo        | Ryo       | 3:42 |
| 2. | "Iki toshi ikeru subete ni tsugu" (jap. 生きとし生けるすべてに告ぐ)                | Shoko Fujibayashi | Ryo        | Ryo       | 3:59 |
| 3. | "Graffiti" (Instrumental)                                                          | Shoko Fujibayashi | Ryo        | Ryo       | 3:42 |
| 4. | "Iki toshi ikeru subete ni tsugu" (jap. 生きとし生けるすべてに告ぐ) (Instrumental) | Shoko Fujibayashi | Ryo        | Ryo       | 3:59 |

## Notowania
| Lista                       | Pozycja |
| --------------------------- | ------- |
| Oricon Weekly Singles Chart | 10      |
| Billboard Japan Hot 100     | 21      |
| Billboard Hot Singles Sales | 10      |
| Billboard Hot Animation     | 3       |
| Sound Scan                  | 14      |
| FRIDAY SUPER COUNTDOWN 50   | 36      |
| CDTV                        | 10      |